# The Old Man and the Key
The Old Man and the Key, llamado El viejo y la llave en España y El viejo y el amar en Hispanoamérica, es un episodio perteneciente a la decimotercera temporada de la serie animada Los Simpson, emitido originalmente el 10 de marzo de 2002. El episodio fue escrito por Jon Vitti y dirigido por Lance Kramer. Olympia Dukakis y Bill Saluga fueron las estrellas invitadas.

## Sinopsis
Todo comienza cuando una hermosa mujer, llamada Zelda (Rosanelda en la versión de Hispanoamérica), se muda al Asilo de Springfield, y el Abuelo se enamora instantáneamente de ella. Sin embargo, decide que debe ganar su amor, ya que tenía competencia con otro anciano jovial del Asilo, el dueño de una camioneta. Luego de renovar su licencia de conducir, el Abuelo convence a Homer de prestarle el auto para conquistar a Zelda. Aunque logra impresionarla, en una mañana Homer y Marge muy enojados por llegar tarde, le dicen al abuelo que su supuesta "novia" solo lo ama porque él tiene auto, a lo cual no quiere creer, por eso ahora solo lo dejan conducir hasta el  Kwik-E-Mart de Apu, en él se compromete a correr una "carrera a muerte", junto con Jasper y el anciano Judío del Asilo, contra un grupo de ancianos que vestían chaquetas de recuerdo de lugares que habían visitado. En la carrera, el Abuelo, que iba al volante, gana, pero termina perdiendo el control del auto y choca contra un árbol. Este se asusta al ver el vehículo todo chocado y no quiere que su hijo lo sepa, pero para asombro de todos el árbol resulta ser uno ubicado en el jardín trasero de los Simpson y Homer, al ver su coche destruido, le dice con rabia al Abuelo que nunca más lo dejaría conducir. 

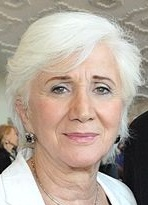
Olympia Dukakis interpreta a Zelda, con quien Abraham tiene una breve relación.

Cuando el Abuelo va hacia Zelda y le dice que la ama aunque no tenga coche, ella le dice que siempre le recordará como su amigo sin coche, pero que se iba a un viaje en la camioneta del otro anciano. El Abuelo decide no renunciar a Zelda, por lo que, con la ayuda de Bart, logra robar el coche de Marge y ambos emprenden un camino hacia la ciudad de Branson, en Misuri, en donde Zelda había ido con su nuevo novio. Pronto, Marge, Lisa y Homer descubren los planes del Abuelo y van a Branson en autobús, para detenerlo. 
En Branson, Bart y el Abuelo descubren que Zelda estaba dentro de un lugar con cena-show llamado "That's Familiar!". Luego de irrumpir en el lugar, Homer, Marge y Lisa entran detrás, pisándoles los talones. Luego, el Abuelo sube al escenario, interrumpiendo un acto llevado a cabo por Ray J. Johnson, Mr. T, Charo, Yakov Smirnoff, y Charlie Callas como estrellas que habitaban Branson. Allí, el Abuelo dice que quería que Zelda suba con él al escenario. Luego, delante de todo el público, le dice que han terminado y que además era una "suripanta" ("golfa" en la versión de España), y que solo utilizaba a los hombres por su auto. Zelda se va, avergonzada, y luego Homer y su familia suben al escenario. Allí, se abrazan con el Abuelo, y deciden regresar a casa.